# U-581
Unterseeboot 581 foi um submarino alemão do Tipo VIIC, pertencente a Kriegsmarine que atuou durante a Segunda Guerra Mundial.

## Comandantes
| Comandante            | Data                                         |
| --------------------- | -------------------------------------------- |
| Kptlt. Werner Pfeifer | 31 de julho de 1941 - 2 de fevereiro de 1942 |

## Subordinação
Durante o seu tempo de serviço, esteve subordinado às seguintes flotilhas:
| Período                                        | Flotilha                                  |
| ---------------------------------------------- | ----------------------------------------- |
| 31 de julho de 1941 - 30 de novembro de 1941   | 5. Unterseebootsflottille (treinamento)   |
| 1 de dezembro de 1941 - 2 de fevereiro de 1942 | 7. Unterseebootsflottille (serviço ativo) |